# Olmet
Olmet är en kommun i departementet Puy-de-Dôme i regionen Auvergne-Rhône-Alpes i centrala Frankrike. Kommunen ligger i kantonen Courpière som tillhör arrondissementet Thiers. År 2022 hade Olmet 180 invånare.

## Befolkningsutveckling
Antalet invånare i kommunen Olmet
| Referens: INSEE |